# Neufriedrichsthal
Neufriedrichsthal ist ein Gemeindeteil der Gemeinde Riedenberg im unterfränkischen Landkreis Bad Kissingen in Bayern. Neufriedrichsthal liegt in der Gemarkung Oberriedenberg.

## Geographische Lage
Die Einöde liegt im tief eingeschnittenen Tal der Sinn an deren rechtem Ufer. Im Westen grenzt das Waldgebiet Großer Auersberg an, das Teil des Naturparks Bayerische Rhön ist. Ein Anliegerweg führt 200 Meter nordöstlich zur Staatsstraße 2289, die nach Riedenberg (2 km südlich) bzw. nach Oberbach verläuft (1,7 km nördlich).

## Geschichte
Neufriedrichsthal war ursprünglich einen Eisenschmelze, später dann eine Papiermühle. Mit dem Gemeindeedikt (frühes 19. Jahrhundert) wurde Neufriedrichsthal der neu gebildeten Ruralgemeinde Oberriedenberg zugewiesen. Im Zuge der Gebietsreform in Bayern wurde Neufriedrichsthal am 1. April 1971 in die neu gebildeten Gemeinde Riedenberg eingemeindet.